# حسن‌علی وزیری
حسن علی وزیری (۱۲۶۹، تهران – ۱۳۳۳، تهران) نقاش و پیکرتراش برجستهٔ ایرانی، پیرو سبک رئالیسم (واقع‌گرایی) بود. او از نخستین شاگردان هنرکده نوبنیاد کمال‌الملک (صنایع مستظرفه) بود.
شاگردان این هنرکده نخستین نقاشان سبک واقع‌گرا در ایران به‌شمار می‌آیند. در آن دوران که بیشتر نقاشان پیرو کمال الملک به شیوهٔ کلاسیک کار می‌کردند، کارهای حسن علی وزیری ـ به ویژه در تابلوی» ناظم مدرسه «ـ به سبک امپرسیونیسم نزدیک‌تر است.

## تولد و خانواده
حسن علی در خانواده‌ای فرهنگی و هنردوست چشم به جهان گشود. مادرش بی‌بی خانم استرآبادی، جزو نخستین زن روزنامه‌نگاران ایرانی به‌شمار می‌آید، که پایه‌گذار نخستین دبستان دخترانه نیز بوده‌است. او بانویی فرهیخته بود که می‌پنداشت پاسداری از ایران تنها با تفنگ شدنی نیست، با خامه و قلم مو و ساز هم می‌توان نگهبان فرهنگ ایران زمین بود.

## جوانی
در ۱۲۸۷ خورشید در هجده سالگی با درجهٔ ستوانی از مدرسهٔ قزاق‌خانه فارغ‌التحصیل شد.
مجلس شورای ملی به پیشنهاد وزیر فرهنگ به تأسیس مدرسهٔ صنایع مستظرفه به ریاست کمال‌الملک رأی داد.

## تحصیلات و آغاز نقاشی

حسن علی وزیری در مدرسه مستظرفه

حسن علی وزیری با این که مدرسه نظام را با درجه سرهنگی گذراند، با گرایشی که به هنر داشت و با پشتگرمی مادر، در هنرکده کمال الملک نام‌نویسی کرد. او با به پایان رساندن دوره‌های هنری، آموزگار و مدیر هنرکده شد. در سالهای ۱۳۱۲–۱۳۱۴ در مقام معاون هنرهای زیبا به آمریکا، فرانسه، سویس، آلمان، انگستان و روسیه سفرکرد با برگزاری چندین نمایشگاه از آثارش، هنر ایران را در این کشورها شناساند.

## نگارش کتاب و تدریس
برخی کارشناسان هنری، کارهای این هنرمند بزرگ را با کارهای هنرمندانی چون داوینچی، رامبراند و دیگر نقاشان برجسته اروپایی مقایسه کرده‌اند. پس از بازگشت به ایران، پیگیرانه در سامان دهی هنرهای زیبا تلاش کرد. حسنعلی خان در این دوران پرکاری همزمان با استادی در هنرستان عالی هنرهای زیبا، با برگزاری چند نمایشگاه، نگارش کتاب» کمال الملک «و چاپ مقاله‌ای دربارهٔ پرسپکتیو هنردوستی خود را نمایاند. همچنین برای گرامی داشت یاد و آثار استادش کمال الملک کوشا بود.

## تأسیس مدرسهٔ صنایع مستظرفه توسط کمال الملک
در ۱۲۸۹ خورشید مدرسهٔ صنایع مستظرفه به سرپرستی کمال‌الملک تأسیس شد. حسن‌علی خان که درجهٔ سرهنگی دریافت کرده بود، به رغم آن که پدر و برادرانش نظامی بودند و زمانه هم زمانهٔ سپاهی‌گری بود، برای پی‌گیری جدی‌تر نقاشی از خدمت ارتش استعفا داد. به همت محمد حجازی کارمند ادارهٔ پست و تلگراف، در آن جا مشغول به کار شد اما دیری نپایید و از این کار کناره گرفت. در خانه به نقاشی نشست؛ در اولین روز، نخستین تابلویش را که تصویری از مسیح بود، به پیشنهاد و تشویق محمد حجازی به قیمت پنج تومان فروخت.
در مدرسهٔ صنایع مستظرفه School of Fine Arts (واقع در ضلع جنوبی باغ نگارستان، میدان بهارستان فعلی) ثبت نام کرد و کمال‌الملک پس از دیدن نمونهٔ کارش، او را به شاگردی پذیرفت.
«چه محفلی بود این خانهٔ محقر، در سادگی و بی‌آلایشی چه عوالمی را سیر می‌کرد، جذبهٔ استاد به حدی بود که شاگردان بر خورشید سبقت می‌گرفتند و پیش از طلوع به مدرسه می‌آمدند و تا غروب در خدمت استاد… با هم کار می‌کردند با هم گفت و شنود می‌کردند و با هم می‌خوردند. کم‌کم یک خانوادهٔ روحانی را تشکیل داده بودند… استاد و شاگرد همه مست و مدهوش هم بودند. آن مست تعلیم و این مست تعلم…» [حسن‌علی وزیری؛ از مقدمه‌ی نمایشنامه‌ی کمال‌الملک؛ چاپ نشده]

## تدریس نقاشی و کلوپ موزیکال
در ۱۳۰۳ خورشیدی «کلوپ موزیکال» توسط علی‌نقی وزیری که تازه از اروپا مراجعت کرده بود، راه‌اندازی شد.
حسن‌علی خان در کلوپ موزیکال به مدت ۲ سال برای علاقه‌مندان به نقاشی کلاس‌های آموزشی دایر کرد.
در ۱۳۰۶ خورشیدی کمال‌الملک، در اعتراض به کارشکنی‌های وزیر معارف وقت و قطع بودجهٔ مدرسه، از معاونت وزارت صنایع مستظرفه (وزارت معارف و اوقاف) استعفا داد.
سپس در سال ۱۳۰۷ خورشیدی کلوپ موزیکال مجدداً از سوی کلنل وزیری در خانه‌ای اجاره‌ای در خیابان لاله‌زار احیا شد.
حسن‌علی وزیری برای نخستین بار تابلوهایش را در کلوپ موزیکال که دارای سالن‌های متعدد بود، برای عموم به نمایش گذاشت.
حریق کلوپ موزیکال صد عدد از تابلوها را که بیشتر در سبک کلاسیک و رئال بود، خاکسترکرد.
کمال‌الملک پس از استعفا، برای زندگی رهسپار حسین‌آباد نیشابور شد. اسماعیل آشتیانی (از شاگردان کمال‌الملک) پس از کناره‌گیری او ریاست مدرسه را بر عهده گرفت.

## نمایشگاه در نیویورک
- تا ۲۳ نوامبر ۱۹۳۴ (آبان ماه ۱۳۱۳) نمایشگاهی از آثار او در International Art Center Of Roerich Museum نیویورک برگزار شد و مورد استقبال قرار گرفت. خبر برپایی این نمایشگاه، مورخ ۳ نوامبر در روزنامهٔ ART منتشر شد.
- ۱۱ نوامبر شنبه، روزنامهٔ The New York Times از نمایش صد تابلوی حسن‌علیخان در موزهٔ Roerich Museum خبر داد. «روح شرقی در اصل موضوع، و تکنیک و روش غربی در آثار این هنرمند هویداست.» دو تابلوی «پرندهٔ مازندران» و «برادر من» در نمایشگاه نقاشی Roerich Museum به عنوان بهترین انتخاب شد. مؤسسهٔ Powers Reproduction Corporation New York چند هزار نسخه از این دو تابلو را چاپ کرد.
- «افتخاری است برای ما که اثری خارق‌العاده همانند اثر فوق را انتشار می‌دهیم و از نقاش آن سپاسگزاریم که اجازهٔ چاپ و انتشار آن را به ما داد… این نخستین بار است که یک نقاش ایرانی قصد کرده کشورش را به قارهٔ آمریکا معرفی کند…»
- در مطبوعات آمریکا، آثار حسن‌علی وزیری با آثار داوینچی Leonardo di ser Piero da Vinci ایتالیایی و رامبراند هلندی مقایسه شد. باسانتا کوماروی Basanta Koomar Roy نخستین ژورنالیست هندی ــ آمریکایی و نیز مؤلف چندین کتاب دربارهٔ رابیندرانات تاگور (شاعر، فیلسوف، موسیقیدان و چهره‌پرداز اهل بنگال) از جمله کتاب “Rabindranath Tagore: The Man and His Poetry” و نیز خالق آثار T]]he Labor Revolt in India و The labor revolt in India با او مصاحبه کرد و مقاله‌ای با عنوان «حسن‌علی خان وزیری هنرمند و هنر او» نوشت. کوماروی همچنین با مجلات مختلف از جمله Asia, Book man, Delineator و چندین مجلهٔ دیگر همکاری داشت.
- قطعه‌ای از مصاحبه: «ـ چرا تکنیک و سنت هنر ایرانی را پی نگرفتید؟ ـ هنر بله هنر خودش ملیت ندارد. در زندگی بشر صافی‌ترین عنصر است. هنر ماورای حدود و ثغور جغرافیای ملی و تمام تکنیک و سنن هنر ملی است… در پرسش هنر هر هنرمند باید ملیت خود را فراموش کند و به عالی‌ترین وجه و در حد لیاقت غریزی و طبیعی خود در خدمت هنر قرار گیرد. هنر خود معیار خویش است و نژاد و مذهب و ملیت ملاک نیست. چیزی به نام هنر خالص در هیچ کشوری وجود ندارد.»
- در پاییز آثارش را در گالری ECALLE پاریس به نمایش گذاشت. در مراجعت از آمریکا و پاریس ضمن برپایی نمایشگاهی از آثارش در ژنو، چند هفته در خانهٔ محمد علی جمالزاده مهمان بود.

## نمایشگاه لندن
- در سال ۱۳۱۴ خورشیدی یا ۱۹۳۵ میلادی ۷۰ تابلوی او در محل سفارت ایران در لندن برای عموم به نمایش گذاشته شد.
- ۲۲ آوریل (۲ اردیبهشت) روزنامهٔ The Times در مقاله‌ای، آثار حسن‌علی وزیری را با جووانی گستا مقایسه کرد. «در کار وزیری ابداً از خامی رنگ‌آمیزی که معمولاً در نقاشی روغنی شرقی‌ها موجود است دیده نمی‌شود…»
- ۱۴ تا ۱۹ سپتامبر آثارش را در گالری Nierendorf در آلمان به نمایش گذاشت.
- ۱۵ سپتامبر روزنامهٔ Lokal-Anzeiger برلین دربارهٔ تابلوهای او نوشت: «... در مقابل تابلوهای جنگل و باغ تصور می‌کردیم که در مقابل شاهکارهای یکی از استادان اروپایی قرار داریم…»
- ۱۶ سپتامبر روزنامهٔ BÖrsen-Zeitung چاپ برلین نیز از نمایش آثار او خبر داد و به تحسین تابلوها پرداخت.
- روزنامهٔ Berliner Tageblatt دربارهٔ او نوشت: «... یک امپرسیونیسم ملایم، به منظره‌های او که در آفتاب شدید ایران نقاشی شده‌اند مانند فلات مرتفع، آبشارها، باغها و درختها روحی مخصوص می‌بخشد… این آثار بسیار ظریف و درخشان‌اند و نشان می‌دهند که قلم به نرمی بر آنها لغزیده‌است از این روکارهای Paul Baum را به یاد می‌آورد.»
- ۲۰ سپتامبر روزنامهٔ Morgenpost برلین دربارهٔ نقاشی‌های به نمایش درآمدهٔ او نوشت.
- ۲۱ سپتامبر روزنامهٔ Deuttche Allgemeine Zeltung برلین نیز تحت عنوان «از تهران تا فینکن وِردِر دو نمایشگاه» نوشت: «... سبک این نقاشی‌ها اروپایی بوده و در ظرافت با آنها برابری می‌کند… رنگ‌ها با قلم‌موی نازک و نامحسوسی بسیار ظریف به کار برده شده‌است…»
- ۲۴ سپتامبر روزنامهٔ Berliner illustrierte Nachtausgabe نیز در مقاله‌ای آثار او را نظیر نقاشان رومانتیک آلمانی قلمداد کرد.
- ۲۵ سپتامبر روزنامه‌های National-Zeltung (چاپ اِسِن)، Märkische Volkszeitung و VÖlkischer Beobachter برلین از نمایش موفقیت‌آمیز حدود ۳۰ تابلوی حسن‌علیخان در Nierendorf و اسن خبر دادند.
- «تابلوهای ایشان شباهتی فوق‌العاده نه فقط در انتخاب مناظر و موضوع تابلوها بلکه از نظر رنگ‌آمیزی هم با آثار نقاشان اروپایی و حتی آلمانی دارد… در اغلب تابلوها یک رنگ‌آمیزی فوق‌العادهٔ صنعتی به کار برده شده که شبیه دورهٔ امپرسیونیزم است… تابلوهای نقاشی قبلاً در لندن، پاریس و ژنو نیز به نمایش گذاشته شده بود.»
- ۲۶ سپتامبر، روزنامهٔ Germania Berlin نیز از نمایش تابلوهای او در Nierendorf خبر داد. «حسن‌علی‌خان وزیری هر چند که نزد معلم نقاشی اروپایی تحصیل نکرده‌است ولی تابلوهای او شاهکارهایی هستند که به‌طور محسوس تلاش و زحمت و عشق به کار در آن‌ها مشاهده می‌شود…»

## آثار

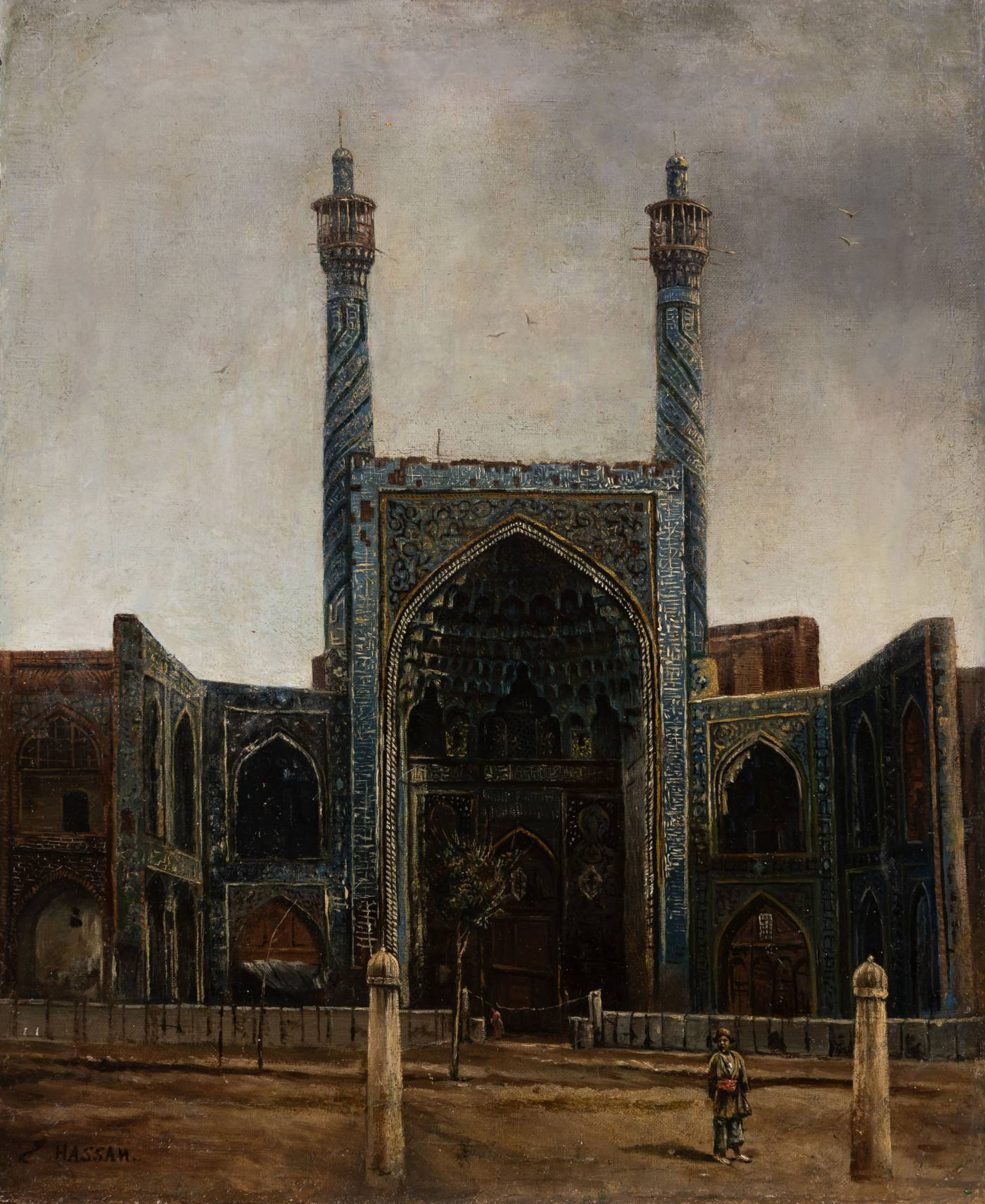
مسجد شاه اصفهان اثر حسنعلی وزیری

در برخورد با کارشکنی‌های بی شمار، در روستای گلاب دره در شمال تهران جایگزین شد و زیبایی‌های آن را در تابلوهای خود جاودانه کرد. در این بخش از زندگی هنری به نقاشی، سرودن شعر و خواندن سرگرم بود.
افزون بر اینها در کنار آفرینندگی‌های هنری، آناتومی را در دانشگاه تهران می‌آموزاند. او در سال‌های پایانی زندگی، بوم نقاشی و قلم مو را کنار نهاد و بیشتر به خواندن نوشته‌های ادبی و بازنگری غزلیات حافظ و همچنین کشاورزی پرداخت. ۱۷۰ تابلوی ارزشمند این هنرمند بزرگ در دو رخداد آتش‌سوزی خاکستر شدند.
از تابلوهای بازمانده - تنها چند تابلو در موزه نگهداری می‌شوند - دیگر آثار نزد فرزندان و نزدیکانش است که بیشترشان بی امضاء هستند.
از کارهای برجسته و شناخته شده ایشان؛ تابلوهای» پرندهٔ مازندران «،» برادر من «،» ناظم مدرسه «و ۵ تابلو با نام» آشیانهٔ تابستانی وزیری «را می‌توان نام برد. همچنین در زمینهٔ پیکرتراشی؛ سردیس‌ها و تندیس‌های» فردوسی «،» ادیب پیشاوری «،» کاکاسیاه نی‌زن «،» فخردیوان فکری «و» علی اصغر وزیری «را به یادگار گذاشته‌است.